# سرسوسماری‌های کارائیبی
سرسوسماری‌های کارائیبی (نام علمی: Atractosteus) نام یک سرده از تیره ماهی سرسوسماری است.